# Gran Premi de Mèxic del 2017
El Gran Premi de Mèxic de Fórmula 1 de 2017 serà la divuitena carrera de la temporada 2017. Tindrà lloc del 4 al 6 de novembre a l'Autòdrom Hermanos Rodríguez, a Ciutat de Mèxic. Lewis Hamilton va ser el vencedor de l'edició anterior, seguit per Nico Rosberg i Daniel Ricciardo. L'únic pilot en actiu que ha guanyat anteriorment a Mèxic és Lewis Hamilton.

## Entrenaments lliures

### Primers lliures
Resultats
| Pos. | Nº | Pilot            | Equip/Motor          | Millor temps | Diferència | Compost | Voltes |
| ---- | -- | ---------------- | -------------------- | ------------ | ---------- | ------- | ------ |
| 1    | 77 | Valtteri Bottas  | Mercedes AMG         | 1:17.824     | —          | US      | 42     |
| 2    | 44 | Lewis Hamilton   | Mercedes AMG         | 1:18.290     | +0.466     | US      | 35     |
| 3    | 33 | Max Verstappen   | Red Bull - TAG Heuer | 1:18.395     | +0.571     | SS      | 16     |
| 4    | 3  | Daniel Ricciardo | Red Bull - TAG Heuer | 1:18.421     | +0.597     | SS      | 28     |
| 5    | 5  | Sebastian Vettel | Ferrari              | 1:18.586     | +0.762     | SS      | 28     |

### Segons lliures
Resultats
| Pos. | Nº | Pilot            | Equip/Motor          | Millor temps | Diferència | Compost | Voltes |
| ---- | -- | ---------------- | -------------------- | ------------ | ---------- | ------- | ------ |
| 1    | 3  | Daniel Ricciardo | Red Bull - TAG Heuer | 1:17.801     | —          | S       | 26     |
| 2    | 44 | Lewis Hamilton   | Mercedes AMG         | 1:17.932     | +0.131     | SS      | 40     |
| 3    | 33 | Max Verstappen   | Red Bull - TAG Heuer | 1:17.964     | +0.163     | S       | 17     |
| 4    | 5  | Sebastian Vettel | Ferrari              | 1:18.051     | +0.250     | SS      | 35     |
| 5    | 7  | Kimi Räikkönen   | Ferrari              | 1:18.142     | +0.341     | S       | 40     |

### Tercers lliures
Resultats
| Pos. | Nº | Pilot            | Equip/Motor          | Millor temps | Diferència | Compost | Voltes |
| ---- | -- | ---------------- | -------------------- | ------------ | ---------- | ------- | ------ |
| 1    | 33 | Max Verstappen   | Red Bull - TAG Heuer | 1:17.113     | —          | US      | 20     |
| 2    | 44 | Lewis Hamilton   | Mercedes AMG         | 1:17.188     | +0.075     | US      | 23     |
| 3    | 5  | Sebastian Vettel | Ferrari              | 1:17.230     | +0.117     | US      | 21     |
| 4    | 77 | Valtteri Bottas  | Mercedes AMG         | 1:17.283     | +0.170     | US      | 18     |
| 5    | 3  | Daniel Ricciardo | Red Bull - TAG Heuer | 1:17.361     | +0.248     | US      | 10     |

## Classificació
Resultats
| Pos. | Nº | Pilot             | Equip-motor             | Part 1      | Part 2      | Part 3   | Graella |
| ---- | -- | ----------------- | ----------------------- | ----------- | ----------- | -------- | ------- |
| 1    | 5  | Sebastian Vettel  | Ferrari                 | 1:17.665    | 1:16.870    | 1:16.488 | 1       |
| 2    | 33 | Max Verstappen    | Red Bull - TAG Heuer    | 1:17.630    | 1:16.524    | 1:16.574 | 2       |
| 3    | 44 | Lewis Hamilton    | Mercedes AMG            | 1:17.518    | 1:17.034    | 1:16.934 | 3       |
| 4    | 77 | Valtteri Bottas   | Mercedes AMG            | 1:17.578    | 1:17.161    | 1:16.958 | 4       |
| 5    | 7  | Kimi Räikkönen    | Ferrari                 | 1:18.148    | 1:17.534    | 1:17.238 | 5       |
| 6    | 31 | Esteban Ocon      | Force India             | 1:18.336    | 1:17.827    | 1:17.437 | 6       |
| 7    | 3  | Daniel Ricciardo  | Red Bull - TAG Heuer    | 1:18.208    | 1:17.631    | 1:17.447 | 16      |
| 8    | 27 | Nico Hülkenberg   | Renault                 | 1:18.322    | 1:17.792    | 1:17.466 | 7       |
| 9    | 55 | Carlos Sainz      | Renault                 | 1:18.405    | 1:17.753    | 1:17.437 | 8       |
| 10   | 11 | Sergio Pérez      | Force India             | 1:18.020    | 1:17.868    | 1:17.807 | 9       |
| 11   | 19 | Felipe Massa      | Williams Martini Racing | 1:18.570    | 1:18.099    |          | 10      |
| 12   | 18 | Lance Stroll      | Williams Martini Racing | 1:18.902    | 1:19.159    |          | 11      |
| 13   | 39 | Brendon Hartley   | Scuderia Toro Rosso     | 1:18.683    | Sense temps |          | 17      |
| 14   | 14 | Fernando Alonso   | McLaren F1 Team         | 1:17.710    | Sense temps |          | 18      |
| 15   | 2  | Stoffel Vandoorne | McLaren F1 Team         | 1:18.578    | Sense temps |          | 19      |
| 16   | 9  | Marcus Ericsson   | Sauber F1 Team          | 1:19.176    |             |          | 12      |
| 17   | 94 | Pascal Wehrlein   | Sauber F1 Team          | 1:19.333    |             |          | 13      |
| 18   | 20 | Kevin Magnussen   | Haas F1 Team            | 1.19.443    |             |          | 14      |
| 19   | 8  | Romain Grosjean   | Haas F1 Team            | 1:19.473    |             |          | 15      |
| 20   | 10 | Pierre Gasly      | Scuderia Toro Rosso     | Sense temps |             |          | 20      |

## Carrera
Resultats
| Pos. | Nº | Pilot             | Equip-motor             | Voltes | Temps/Retirat       | Graella | Punts |
| ---- | -- | ----------------- | ----------------------- | ------ | ------------------- | ------- | ----- |
| 1    | 33 | Max Verstappen    | Red Bull - TAG Heuer    | 71     | 1:36:26.552         | 2       | 25    |
| 2    | 77 | Valtteri Bottas   | Mercedes AMG            | 71     | +19.678             | 4       | 18    |
| 3    | 7  | Kimi Räikkönen    | Ferrari                 | 71     | +54.007             | 5       | 15    |
| 4    | 5  | Sebastian Vettel  | Ferrari                 | 71     | +1:10.078           | 1       | 12    |
| 5    | 31 | Esteban Ocon      | Force India             | 70     | +1 volta            | 6       | 10    |
| 6    | 18 | Lance Stroll      | Williams Martini Racing | 70     | +1 volta            | 11      | 8     |
| 7    | 11 | Sergio Pérez      | Force India             | 70     | +1 volta            | 9       | 6     |
| 8    | 20 | Kevin Magnussen   | Haas F1 Team            | 70     | +1 volta            | 14      | 4     |
| 9    | 44 | Lewis Hamilton    | Mercedes AMG            | 70     | +1 volta            | 3       | 2     |
| 10   | 14 | Fernando Alonso   | McLaren F1 Team         | 70     | +1 volta            | 18      | 1     |
| 11   | 19 | Felipe Massa      | Williams Martini Racing | 70     | +1 volta            | 10      |       |
| 12   | 2  | Stoffel Vandoorne | McLaren F1 Team         | 70     | +1 volta            | 19      |       |
| 13   | 10 | Pierre Gasly      | Scuderia Toro Rosso     | 70     | +1 volta            | 20      |       |
| 14   | 94 | Pascal Wehrlein   | Sauber F1 Team          | 69     | +2 voltes           | 13      |       |
| 15   | 8  | Romain Grosjean   | Haas F1 Team            | 69     | +2 voltes           | 15      |       |
| Ret  | 55 | Carlos Sainz      | Renault                 | 59     | Motor               | 8       |       |
| Ret  | 9  | Marcus Ericsson   | Sauber F1 Team          | 55     | Motor               | 12      |       |
| Ret  | 39 | Brendon Hartley   | Scuderia Toro Rosso     | 30     | Motor               | 17      |       |
| Ret  | 27 | Nico Hülkenberg   | Renault                 | 24     | Problemes elèctrics | 7       |       |
| Ret  | 3  | Daniel Ricciardo  | Red Bull - TAG Heuer    | 5      | Motor               | 16      |       |

## Classificacions després de la carrera
| Pos. | Pilot            | Punts | Canvis de posició |
| ---- | ---------------- | ----- | ----------------- |
| 1    | Lewis Hamilton   | 333   | =                 |
| 2    | Sebastian Vettel | 277   | =                 |
| 3    | Valtteri Bottas  | 262   | =                 |
| 4    | Daniel Ricciardo | 192   | =                 |
| 5    | Kimi Räikkönen   | 178   | =                 |

| Pos. | Constructor             | Punts | Canvis de posició |
| ---- | ----------------------- | ----- | ----------------- |
| 1    | Mercedes AMG            | 595   | =                 |
| 2    | Ferrari                 | 455   | =                 |
| 3    | Red Bull - TAG Heuer    | 340   | =                 |
| 4    | Force India             | 175   | =                 |
| 5    | Williams Martini Racing | 76    | =                 |